# مونتا، استرالیای جنوبی
مونتا (به انگلیسی: Moonta) یک شهرک در استرالیا است که در استرالیای جنوبی واقع شده‌است.